# Letter to a Christian Nation
Letter to a Christian Nation est un livre de Sam Harris, paru en 2006, et destiné à répondre aux très nombreux commentaires et critiques qu'il avait reçus à propos de son précédent livre, The End of Faith. 
L'ouvrage prend la forme d'une lettre ouverte à un chrétien vivant aux États-Unis. Sam Harris indique que son but est de « briser les prétentions intellectuelles et morales de la chrétienté dans ses formes les plus engagées ». Le livre sort en septembre 2006, et entre dès le mois d'octobre à la septième place du classement des meilleures ventes de livres selon le New York Times.